# Loev
Loev è un film del 2015 diretto da Sudhanshu Saria.

## Trama

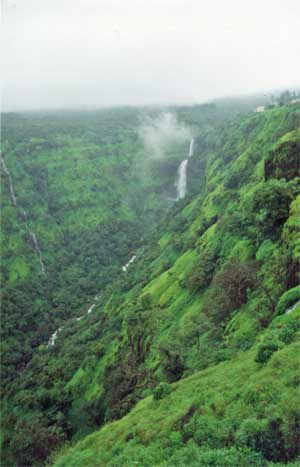
Mahabaleshwar nel Western Ghats, in India, è stato utilizzato come location per la posizione del film.

Sahil è un giovane musicista di Mumbai che sta pianificando un weekend con il suo amico d'infanzia Jai, un uomo d'affari che ormai vive a New York. Il viaggio coincide con l'incontro di lavoro di quest'ultimo a Mumbai. Il duo guida verso Mahabaleshwar durante la notte e all'arrivo decide di visitare il mercato locale. Mentre è in un negozio di musica Jai è colpito dall'abilità di Sahil come chitarrista e gli suggerisce d'intraprendere la carriera di musicista a tempo pieno.
Durante il loro viaggio discutono della loro precedente relazione fallimentare. Sahil è infastidito dal comportamento sempre più indifferente di Jai e dalla sua natura di maniaco del lavoro. Jai, d'altra parte, è contrariato dalle continue lamentele di Sahil. Una notte Jai tenta di approcciare Sahil che inizialmente esita ma alla fine si mostra ben disposto. La mattina dopo i due visitano Ghats come previsto da Sahil. Sahil porta Jai su una scogliera a strapiombo con una vista panoramica di Mahabaleshwar. Più tardi tornano in un hotel a Mumbai per l'incontro di lavoro di Jai. Nella stanza d'albergo i due ammettono la loro reciproca attrazione, poco prima che Jai debba partire per il suo incontro. Sahil interrompe l'incontro e mette in imbarazzo l'uomo d'affari con un gesto romantico visto da tutti i presenti. Ciò porta ad un confronto tra i due nella stanza d'albergo, durante il quale Sahil accusa Jai di aver paura di fare coming out. Jai controbatte dando la colpa a Sahil per non aver ricambiato il suo affetto sin dall'inizio. I due si baciano ma quando Sahil cerca di allontanarsi Jai lo violenta. Jai si scusa e dice a Sahil che non è obbligato a rimanere. Sahil, però, rimane ma si astiene dal conversare con Jai.
Come previsto i due incontrano Alex, il fidanzato di Sahil, che è accompagnato da un amico, Junior. Il gruppo discute le loro vite durante la cena, rovinata però da una discussione tra Alex e Sahil sul comportamento irresponsabile dell'ex fidanzato. I quattro tornano nella stanza d'albergo per raccogliere gli oggetti di Sahil, mentre Jai progetta di tornare a New York quella notte. Alex nota la chitarra e insiste sul fatto che Sahil canti per lui; Sahil canta una canzone originale. Alex balla con Jai, che guarda principalmente Sahil. Alex si offre di riprendere gli effetti personali di Sahil e di concedere ai due un po' più di tempo insieme. Quando se ne sta per andare Sahil i due si abbracciano ma non parlano dello stupro.
All'aeroporto Jai chiede a Sahil di andarsene. Rifiuta gli sforzi di Sahil per la riconciliazione e dice al musicista che non potranno mai stare insieme perché hanno vite troppo diverse. Quando alla fine si separano Jai invia un messaggio a Sahil dicendo che lo ama. Alex arriva all'aeroporto per prendere Sahil e cerca di riconciliarsi con lui tramite delle scuse sincere mentre i due tornano al loro appartamento.

## Produzione
Il film ha avuto un budget di circa 1 milione di dollari americani.

## Accoglienza
Sull'aggregatore di recensoni Rotten Tomatoes il film ha il 100% di recensioni positive con un voto medio di 6.5/10.

## Riconoscimenti

### Vittorie
- Tallinn Black Nights Film Festival - premio Trident 2015[3]
- Guadalajara International Film Festival - miglior lungometraggio 2016[4]
- SXSW Film Festival - premio del pubblico 2016[5]
- Frameline Film Festival - caratteristiche migliori 2016[6]

### Candidature
- Frameline Film Festival - premio del pubblico AT&T 2016[6]
- Tel Aviv Film Festival - premio del pubblico al miglior film 2016[7]